# Aran va Bidgol megye

Iszfahán tartomány megyéinek elhelyezkedése

Aran va Bidgol megye (perzsául: شهرستان آران و بیدگل ) Irán Iszfahán tartományának egyik északi megyéje az ország középső részén. Északon Kom és Szemnán tartományokkal határos, keleten Ardesztán, délen Natanz, nyugaton Kásán megyék határolják. Székhelye Aran va Bidgol városa. Második legnagyobb városa Nushabad. Lakossága 89 961 fő. A megye két további kerületre oszlik: Központi kerület és Kavirat kerület.

## Fordítás
- Ez a szócikk részben vagy egészben  az   Aran va Bidgol County című angol Wikipédia-szócikk ezen változatának fordításán alapul.  Az eredeti cikk szerkesztőit annak laptörténete sorolja fel. Ez a jelzés csupán a megfogalmazás eredetét és a szerzői jogokat jelzi, nem szolgál a cikkben szereplő információk forrásmegjelöléseként.